# 李貫 (弘治進士)
李貫（1476年—？），字志道，福建泉州府晉江縣（今晉江市）人，明朝政治人物。

## 生平
弘治八年（1495年）乙卯科福建鄉試第四十名舉人。弘治十五年（1502年）中式壬戌科會試第二百五十六名，二甲第三十七名進士。选翰林院庶吉士。授礼科给事中，奏勅清理两广边饷。事竣之后，归乡省亲，补兵科给事中。弘治十八年（1505年），武宗登极，奉节出使占城，册立国王。不久，因丁忧返乡，服阕赴京，未及补官即卒。道光《晋江县志》有传。。

## 佚事
正德五年（1510年），朝廷封占城國世子沙古卜洛為占城國王，時任左給事中的李貫按次序本應充任冊封正史。李貫請託權宦劉瑾得免，改命禮科都給事中聰充正使，行人司行人劉宓充副使。僅僅數日，劉瑾下獄，于聰告發此事，朝廷仍令李貫前往。李貫行至徐州，遇盜賊割其髮，於是奏乞在家餋疾，等頭髮長出再行出發，得到批准。後來，劉宓也卒於途中。李到廣東，多次遷延，拖沓七年不行，朝廷議令占城國人領封冊而還。此事不了了之。

## 家族
曾祖李肄；祖父李璠；父李杲，義官。母莊氏。重庆下。